# Jackson Lake (Colorado)
Jackson Lake es un lugar designado por el censo ubicado en el condado de Morgan en el estado estadounidense de Colorado. En el Censo de 2010 tenía una población de 154 habitantes y una densidad poblacional de 19,43 personas por km².

## Geografía
Jackson Lake se encuentra ubicado en las coordenadas 40°22′12″N 104°3′33″O / 40.37000, -104.05917. Según la Oficina del Censo de los Estados Unidos, Jackson Lake tiene una superficie total de 7.93 km², de la cual 7.93 km² corresponden a tierra firme y (0%) 0 km² es agua.

## Demografía
Según el censo de 2010, había 154 personas residiendo en Jackson Lake. La densidad de población era de 19,43 hab./km². De los 154 habitantes, Jackson Lake estaba compuesto por el 99.35% blancos, el 0% eran afroamericanos, el 0% eran amerindios, el 0% eran asiáticos, el 0% eran isleños del Pacífico, el 0.65% eran de otras razas y el 0% pertenecían a dos o más razas. Del total de la población el 1.95% eran hispanos o latinos de cualquier raza.